# 興譲館 (米沢藩)
興譲館（こうじょうかん）は、江戸時代の出羽国米沢藩主上杉治憲の命により、上杉綱憲の学問所を再建して成立した藩校である。ここでは主に江戸時代のことについて記載する。

## 創立・再建
1618年（元和4年）直江兼続が開設した「禅林文庫」と、1697年（元禄10年）6月15日に上杉綱憲が以前から孔子を祀る行事である釈奠を行っていた儒臣矢尾板三印の邸宅に学問所を設置、同年11月29日には同じ邸内に釈奠の会場となる聖堂を完成させ、翌年3月22日には綱憲臨席のもとで釈奠が実施されて、以後ここで藩士子弟教育を行わせたが、これが興譲館の前身となる。しかし、米沢藩の財政窮乏により、1724年（享保9年）に藩による釈奠が中止され、以降は矢尾板に代わって藩士子弟教育を行っていた片山家の私的行事として釈奠（自分釈奠）が行われることになる。ただし、歴代藩主の中には釈奠再興を願う者もおり、財政状況が最も悪化していた時の藩主上杉重定も片山家の自分釈奠の際には秘かに供物を贈ったという。
1770年（明和7年）に治憲が釈奠を継承していた儒臣の片山一積を呼んで、勧学についての意見を聴取した上で、藩校設立の必要性を強く認識する。
1775年（安永4年）に奉行の吉江輔長（喜四郎）が頭取、小姓頭の莅戸善政が御用掛に任命され、細工町の片山塾を基に学問所を再建することになった。治憲は「新たに事を取り立てるより、廃れたるを興すは人情いつも平なるものなり」という立場から、学問所に普請を加えて再建する方針をとった。
その後、片山一積と神保綱忠が提学、莅戸善政が総監となり、1776年（安永5年）4月19日に落成した。以後、幕末まで米沢藩の教育機関として機能する。
治憲の「阿蘭陀は窮理に優れた国」との考えで、蘭方医学も積極的に取り入れられ、また他藩で排斥されていた山鹿素行の古学（聖学）も学ばれた。
のちに山鹿流を修めた吉田松陰や勤皇論者の頼三樹三郎も、興譲館の古学者や蘭学者との交流を求め訪問している。
越後岩船郡の沿岸（1万石）が預り地となっている関係で海防学と操船術、謙信以来の鉄砲以外は、剣槍弓など武芸は全く揮わなかった。『蝦夷松前役及ビ越後岩船郡役予備』には「騎士ヲ減シ、鉄砲ヲ多ク積候者、海防戦ノ勝利二候」などと書かれている。天明7年（1787年）には武芸稽古所じたいが一旦廃されている。
鉄砲についてはミニエー銃・スペンサー銃などの西洋銃も購入され、西洋銃の自作鋳造も試みている。
維新後は旧藩士による私立学校として存続。1886年の中学校令により旧制中学校に指定後、県に移管され山形県立米沢興譲館高等学校へ至る。

## 名称
興譲館という校名は、「大学」の一節「一家仁一国興仁、一家譲一国興譲」から採られた。 興譲とは、譲を興すとよみ、「恭遜の道を繁昌さすること也」（細井平洲、建学大意）

## 建造物
正面に聖堂があり、聖堂左手に講堂、聖堂右手に文庫があった。学寮は20余室、その他に当直室、食堂、主宰局、番人室などで構成されていた。後に友于堂が増設される。米沢市立上杉博物館に「興譲館之図」がある。

## 職員数
時期により違いがあるが、整備されると総監1名、提学1名、助教2名、読長1名、諸生20名、上席生5名、仕付方1名の合計31名である。事務員に主財2名、門衛1名がいた。諸生から都講（学頭）、典籍（書籍方）、助読を兼務する者が選抜された。
先述のとおり、提学は当初2名いた他、神保綱忠は1796年（寛政8年）に総監より上位の督学に就任した。

## 生徒
入学生の大部分が20歳代で、上士子弟で占められたが、中・下士出身でも才能があれば選ばれて入学した。諸生の定員は先述のとおり20名だが、藩財政難がピークを迎えた天明年間に12人、寛政期には10人に一時期減少したが、概ね20人であった。
時期により変動があるものの、寄塾生は30から50人、通学生は当初は300人ほどで、最盛期には900から1000人のときもあった。一時、寄塾生の廃止があった。